# Ur-Nungal
Urnungal, Ur-Nungal eller Ur-lugal var en härskare i Sumer. Han var son till Gilgamesh och far till Udul-kalama.